# Katzentisch

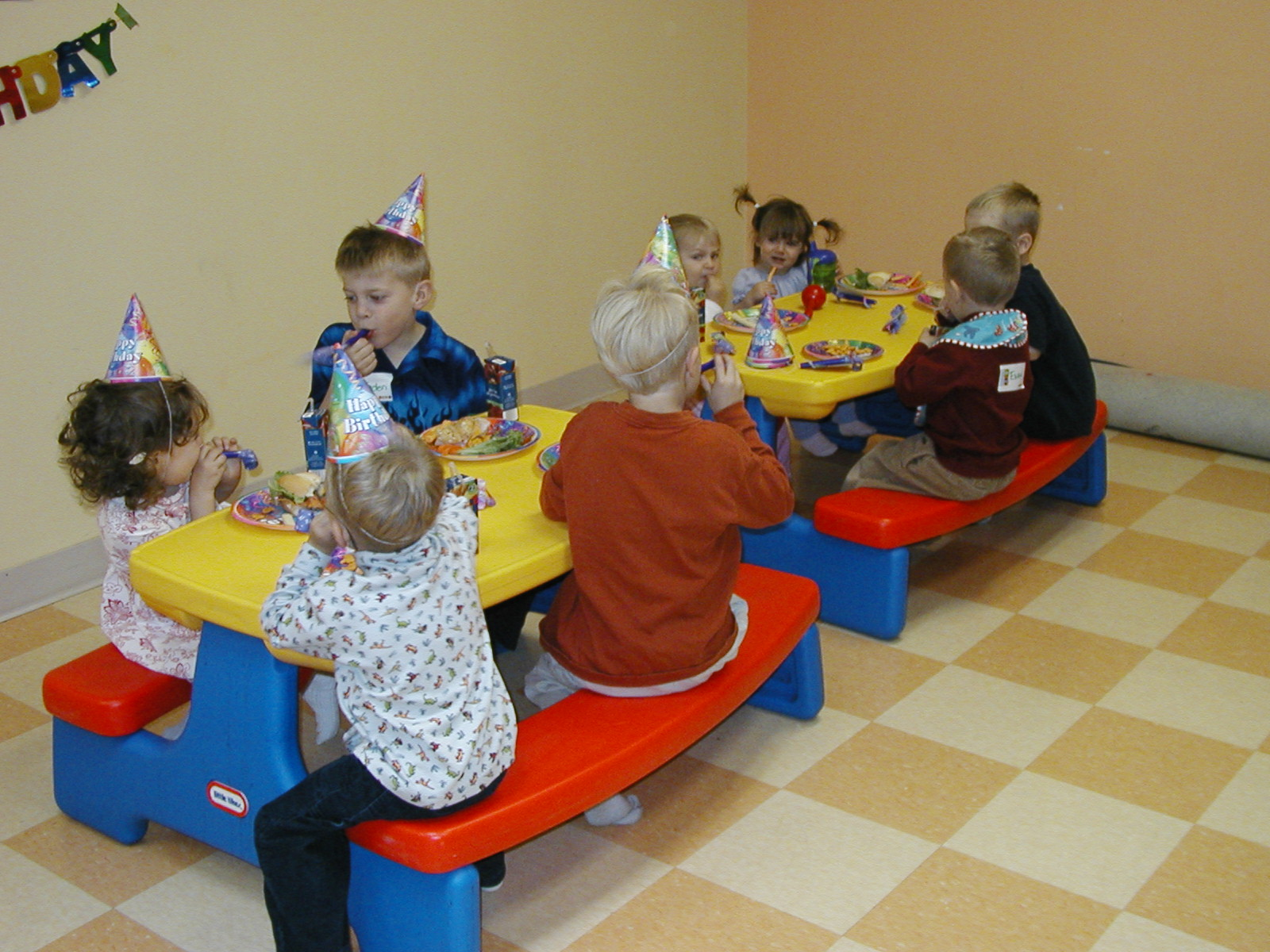
Kinder am Katzentisch

Der Katzentisch ist eine umgangssprachliche Bezeichnung für separate Plätze, die nicht zur Tischordnung gehören oder ungünstig platziert sind, etwa einen Extratisch, der Kindern (z. B. auf Feiern) oder dem Chauffeur vorbehalten ist. In Gaststätten sind Katzentische meist die Tische in der Nähe von Türen (z. B. zur Küche oder den Toiletten), d. h. an Stellen im Raum, wo verhältnismäßig häufig andere Personen vorbeikommen oder Zugluft auftritt.

## Übertragener Sinn
Als übertragene Redensart bezeichnet der Katzentisch auch einen separaten, herausgehobenen, aber wenig vorteilhaften Platz in einer Gemeinschaft, den Platz im Abseits, im 18. und 19. Jahrhundert auch „schlechte Position, kümmerliche Versorgung, schlechte Kost“. Beispielsweise sitzen auch ehemalige Eigentümer oder Manager eines Unternehmens, die die Aktienmehrheit verloren haben, denen aber aufgrund von vertraglichen Vereinbarungen ein lebenslanges Bleiberecht, Büro, Sekretärin und Dienstwagen gestellt wird, am Katzentisch. Sie dürfen mitunter an Sitzungen teilnehmen und sich äußern, haben aber insbesondere bei Abstimmungen keinen Einfluss mehr auf zu treffende Entscheidungen (siehe auch Frühstücksdirektor).

## Etymologie
Die Herkunft des Wortes (Etymologie) lässt sich in das 17. Jahrhundert datieren. Sie geht auf eine zunächst scherzhafte Bezeichnung für den Fußboden zurück. Eine spätere Erwähnung lässt sich 1670 finden. Die Redewendung, zur Strafe am Katzentisch sitzen, „für ‚abseits von der Gemeinschaft (auf dem Fußboden oder an einem niedrigen Tisch) essen‘ […] scheint aus dem Klosterleben zu stammen“.